# Brettener Straße 10 (Eppingen)

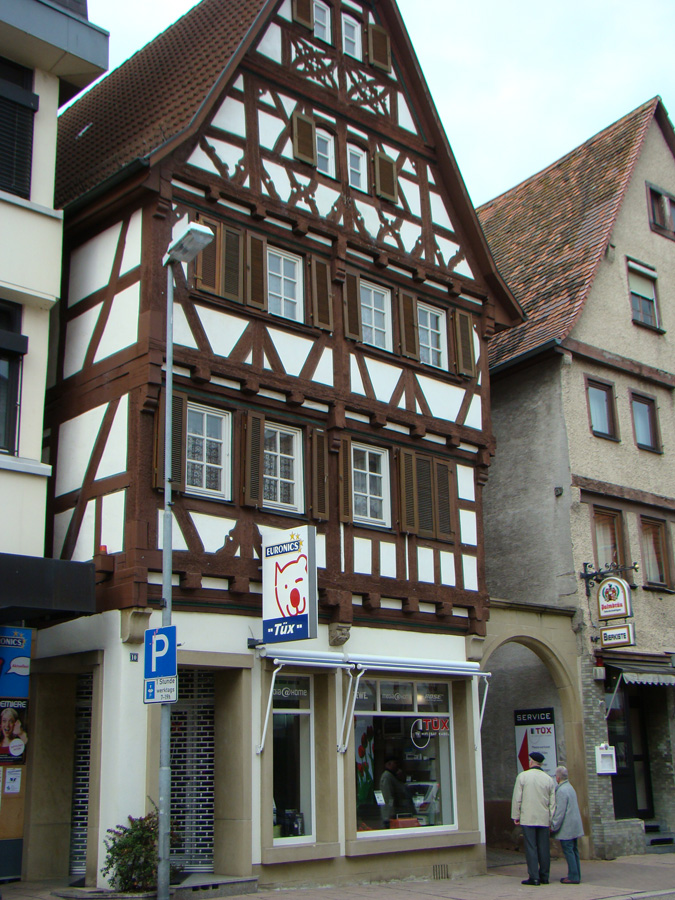
Fachwerkhaus Brettener Straße 10 in Eppingen

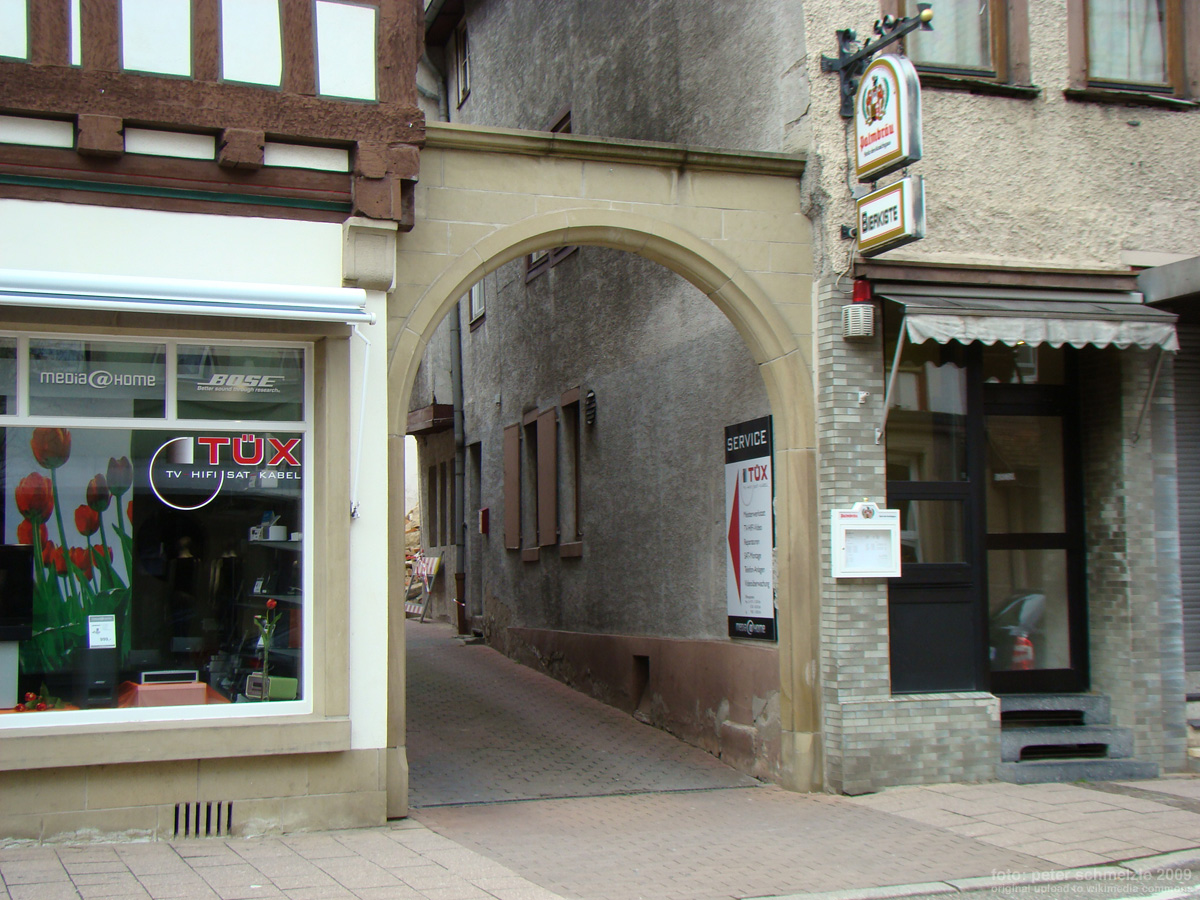
Torbogen zwischen den Häusern Nr. 8 und Nr. 10

Das Fachwerkhaus in der Brettener Straße 10 in Eppingen, einer Stadt im Landkreis Heilbronn im nördlichen Baden-Württemberg, wurde Ende des 16. Jahrhunderts errichtet. Das Gebäude ist ein geschütztes Kulturdenkmal.

## Beschreibung
Das Fachwerk des Hauses wurde Ende der 1980er Jahre freigelegt und im Erdgeschoss ein modern gestaltetes Geschäft eingerichtet. Dabei wurden auch die Fenster der zwei Fachwerkstöcke vergrößert; man sieht die ursprüngliche Größe der Fenster noch in den beiden Dachstöcken. Alle Stockwerke kragen vor und man sieht an den oberen Enden der Eck- und Bundständer schöne Konsolen mit Wulst und Kehle. Der Fränkische Mann ist im Oberstock zu sehen und im Giebeldreieck sind geschweifte Andreaskreuze mit Nasen und ausgeputzten Augen vorhanden. Der obere Dachstock bildet noch eine Steigerung mit vier sich kreuzenden Diagonalhölzern mit Zierformen.
An einer der Steinkonsolen an der Giebelseite, auf der die Fachwerkbalken aufliegen, befindet sich eine Figur mit Engelsflügeln, die in ihre Armen eine schildförmige Inschriftentafel trägt. Auf dieser befinden sich die Initialen eines Besitzers sowie die Jahreszahl 1645. Da das Gebäude wohl bereits im 16. Jahrhundert errichtet wurde, deutet die Tafel wohl auf einen Besitzerwechsel in jenem Jahr hin. Die geflügelte Figur kann als Neidfigur verstanden werden, der mit den Flügeln zusätzlich ein christlicher Gehalt gegeben wurde.

## Torbogen von 1748
Zwischen den Häusern Brettener Straße 10 und Brettener Straße 8 befindet sich ein Torbogen aus heimischem Sandstein, der 1748 errichtet wurde. Dieser steht ebenfalls auf der Denkmalliste der Stadt Eppingen.